# Xuzhou
Xuzhou (xinès simplificat, 徐州市; pinyin, Xúzhōu shì), també coneguda com Pengcheng (彭城) a l'antiguitat, és una important ciutat-prefectura de la província de Jiangsu a l'est de la Xina.
Situada al S del llac Weishan (o Nansi), enmig d’una regió de turons, és un centre de comunicacions important entre els quatre sheng (províncies) de Jiangsu, Shandong, Henan i Anhui.
L'any 2010 la ciutat tenia una població registrada de 8.577.225 habitants (2.623.066 dels quals vivien a l'àrea urbanitzada).
La ciutat està designada com a Ciutat Històrica i Cultural Nacional Famosa des de 1986 per les seves relíquies, especialment els exèrcits de terracota, els mausoleus dels prínceps i l'art del relleu de la dinastia Han.

## Història
Lloc estratègic, ha estat escenari de nombroses batalles, de les quals es destaquen la del 1938, durant la segona guerra sino-japonesa, i la del 1949, que fou la decisiva entre comunistes i nacionalistes.

## Economia
Històricament, Xuzhou i les regions circumdants eren una zona predominantment agrícola. La seva terra de conreu es va veure molt esgotada pels canvis en el curs del riu Groc des de mitjans del segle xi, i els conreus resistents a la sequera: blat, sorgo, soja, blat de moro i patata, es van convertir en els aliments bàsics locals. A més, el cotó, el cacauet, el tabac i el sèsam també van créixer amb baix rendiment. La mineria local té els seus orígens en una mina de ferro, Liguo. Va ser explotada des de la dinastia Han. I la ciutat acumulava importants reserves de carbó de la província. L'extracció de carbó local va començar a la dècada de 1070, segons una carta del llavors governador Su Shi. La fosa de coure en aquesta zona suposadament va començar a l'era dels Tres Regnes.
La ciutat a cavall de l'antic curs del Gran Canal havia passat per diversos períodes transitoris de prosperitat, abans que el sistema de tributació del gra fos abolit el 1855. Va continuar sent endarrerida econòmicament als anys quaranta per les guerres, i algunes persones es dedicaven als sectors industrials.
Més tard, el Partit Comunista Xinès va posicionar la ciutat com una regió de mineria de carbó i indústria pesant. Els seus sectors dominants són la maquinària, l'energia i la producció d'aliments en l'actualitat.